# Siphocampylus longipedunculatus
Siphocampylus longipedunculatus är en klockväxtart som beskrevs av Johann Baptist Emanuel Pohl. Siphocampylus longipedunculatus ingår i släktet Siphocampylus och familjen klockväxter. Inga underarter finns listade i Catalogue of Life.